# Night Terrors
Night Terrors (Brasil: Noites de Terror ) é um filme de terror, produzido nos Estados Unidos em 1993, foi co-escrito por Rom Globus e Daniel Matmore e dirigido por Tobe Hooper.

## Sinopse
Quando decidiu visitar seu pai, no Egito, a jovem americana Eugenie Matteson (Zoe Trilling) não imaginou a terra exótica e misteriosa que iria encontrar. Interessada na literatura do infâme e sádico Marquês de Sade (Robert Englund, de A Hora do Pesadelo), Eugenie acaba se envolvendo em um perigosos jogo de sedução, conduzida por estranhos parceiros a novas experiências de prazer e dor pelo submundo escuro da fascinante cidade de Alexandria, um lugar cheio de surpresas e tentações... que podem destruir sua vida.
Um filme sensual e arrepiante do diretor Tobe Hooper.

## Elenco
- Robert Englund 	...     Marquês de Sade / Paul Chevaller
- Zoe Trilling 	... 	Genie
- Alona Kimhi 	... 	Sabina
- Juliano Mer-Khamis	... 	Mahmoud (como Juliano Mer)
- Chandra West 	... 	Beth
- William Finley 	... 	Dr. Matteson
- Irit Sheleg 	... 	Fatima
- Niv Cohen 	... 	Chuck
- Doron Barbi 	... 	Ali
- David Menachem 	... 	Arab Market Hustler
- Jonathan Cherchi ...    Arab Market Hustler
- Howard Ripp 	...    Harry, Matteson's Assistant
- Zachi Noy 	... 	Chuck's Father
- Ya'ackov Banai 	... 	Chevalier's Servant (como Yakov Banai)
- Joel Drori 	... 	Chevalier's Servant